# 螳螂 (电视剧)
《螳螂》，2011年播出的谍战题材电视剧，由甘婷婷、莫小棋、董勇、黄俊鹏担任主演。於2011年6月13日在湖北电视台综合频道和广西电视台综艺频道首播。同年8月26日於江苏卫视上星。

## 剧情
1948年，中国共产党和中国国民党的第二次国共内战的战火蔓延到长江一带，中国人民解放军即将发动渡江战役攻取南京，此时，中国国民党把一大批的国宝装到船上，准备运往台湾，这批国宝的消息不胫而走，引来了日本人、美国人的注意和掠夺，最后，国宝留在了人民手中。

## 演员
| 演员   | 角色     | 备注                                                                   |
| 甘婷婷 | 陈丽红   | 中华民国保密局南京站行动处少校组长，同时是中国共产党特工，代号“燕子”。 |
| 莫小棋 | 代薇     | 中华民国总统府的外事秘书，蒋宋美龄的干女儿，代号“螳螂”。               |
| 董勇   | 吴同光   | 中共南京地下党领导人，代号“八哥”。                                     |
| 黄俊鹏 | 马天啸   | 中华民国保密局南京站行动处上校处长。                                   |
| 冯恩鹤 | 杜雷     | 中华民国保密局南京站站长。                                             |
| 于子宽 | 毛人凤   |                                                                        |
| 萧岱青 | 姜平安   |                                                                        |
| 宁文彤 | 老沙     |                                                                        |
| 钱志   | 魏镇海   |                                                                        |
| 徐少强 | 稻田清一 |                                                                        |
| 傅隽   | 斯文特   |                                                                        |
| 王奎荣 | 皮卡王   |                                                                        |
| 汪坚辛 | 方兴中   |                                                                        |
| 刘芙怜 | 田水莲   |                                                                        |
| 潘薏淳 | 谭静芳   |                                                                        |
| 张倩   | 翟小玲   |                                                                        |
| 朱俞硕 | 吴敏     |                                                                        |

## 制作
董勇出演“高智商”人物，堪称三国魏国的荀攸。
宁文彤出演的老沙被誉为“另类余则成”。
甘婷婷和莫小棋被誉为“霹雳娇娃”。